# Demonax rollei
Demonax rollei är en skalbaggsart som beskrevs av Maurice Pic 1943. Demonax rollei ingår i släktet Demonax och familjen långhorningar. Inga underarter finns listade i Catalogue of Life.